# Courtney McCool
Courtney Lynn McCool-Griffeth (Kansas City, 1º aprile 1988) è un'ex ginnasta statunitense.

## Palmarès

### Olimpiadi
- 1 medaglia:
  - 1 argento (Atene 2004 nel concorso a squadre)

### Giochi panamericani
- 2 medaglie:
  - 1 oro (Santo Domingo 2003 nel concorso a squadre)
  - 1 argento (Santo Domingo 2003 nel volteggio)